# Marburg Open
Marburg Open je profesionální tenisový turnaj mužů konaný v německém Marburgu, ležícím ve spolkové zemi Hesensko. Založen byl v roce 1999 jako událost Futures na mužském okruhu ITF. V sezónách 2010–2018 se řadil do kvalitativně vyšší úrovně mužského tenisu – ATP Challenger Tour, aby v roce 2019 opět přešel do nižšího okruhu ITF World Tennis Tour s dotací 15 tisíc dolarů.
Probíhá v červnovém a červencovém termínu na otevřených antukových dvorcích. Dějištěm se stal tenisový klub Tennis-Verein 1965 Marburg v ulici Willy-Mock-Straße.
Do soutěže dvouhry nastupuje třicet dva hráčů a čtyřhry se účastní šestnáct párů. Celková dotace v letech 2017–2018 činila 42 500 eur a hráči měli zajištěnu tzv. Hospitality. V čele turnaje stál ředitel Heiko Kampl.

## Přehled finále

### Dvouhra
| Rok  | vítěz                | finalista             | výsledek           |
| ---- | -------------------- | --------------------- | ------------------ |
| 2010 | Simone Vagnozzi      | Ivo Minář             | 2–6, 6–3, 7–5      |
| 2011 | Björn Phau           | Jan Hájek             | 6–4, 2–6, 6–3      |
| 2012 | Jan Hájek            | Andreas Haider-Maurer | 6–2, 6–2           |
| 2013 | Andrej Golubjev      | Diego Schwartzman     | 6–1, 6–3           |
| 2014 | Horacio Zeballos     | Thiemo de Bakker      | 3–6, 6–3, 6–3      |
| 2015 | Íñigo Cervantes      | Nils Langer           | 2–6, 7–6(7–3), 6–3 |
| 2016 | Jan Šátral           | Marco Trungelliti     | 6–2, 6–4           |
| 2017 | Filip Krajinović     | Cedrik-Marcel Stebe   | 6–2, 6–3           |
| 2018 | Juan Ignacio Londero | Hugo Dellien          | 3–6, 7–5, 6–4      |
| 2019 | Louis Wessels        | Jesper de Jong        | 7–6(7–4), 7–6(7–5) |

### Čtyřhra
| Rok  | vítězové                            | finalisté                            | výsledek              |
| ---- | ----------------------------------- | ------------------------------------ | --------------------- |
| 2010 | Matthias Bachinger Denis Gremelmayr | Guillermo Olaso Grega Žemlja         | 6–4, 6–4              |
| 2011 | Federico del Bonis Horacio Zeballos | Martin Emmrich Björn Phau            | 7–6(7–3), 6–2         |
| 2012 | Mateusz Kowalczyk David Škoch       | Denis Macukevič Mischa Zverev        | 6–2, 6–1              |
| 2013 | Andrej Golubjev Jevgenij Koroljov   | Jesse Huta Galung Jordan Kerr        | 6–3, 1–6, [10–6]      |
| 2014 | Jaroslav Pospíšil Franko Škugor     | Diego Schwartzman Horacio Zeballos   | 6–4, 6–4              |
| 2015 | Wesley Koolhof Matwé Middelkoop     | Tobias Kamke Simon Stadler           | 6–1, 7–5              |
| 2015 | Wesley Koolhof Matwé Middelkoop     | Tobias Kamke Simon Stadler           | 6–1, 7–5              |
| 2016 | James Cerretani Philipp Oswald      | Miguel Ángel Reyes-Varela Max Schnur | 6–3, 6–2              |
| 2017 | Máximo González Fabrício Neis       | Rameez Junaid Ruan Roelofse          | 6–3, 7–6(7–4)         |
| 2018 | Fabrício Neis David Vega Hernández  | Henri Laaksonen Luca Margaroli       | 4–6, 6–4, [10–8]      |
| 2019 | Vasile Antonescu Patrick Grigoriu   | James Frawley Mats Rosenkranz        | 7–6(7–5), 4–6, [10–6] |